# Дедово-Талызино
Дедово-Талызино (до 1926 года Дедово) — деревня в Истринском районе Московской области России. Входит в состав муниципального образования «городское поселение Снегири». Население — 7 чел. (2010).

## География
Находится на 4 километрах к северу от посёлка городского типа Снегири, там же ближайшая железнодорожная станция, высота центра деревни над уровнем моря — 226 м. Соседние населённые пункты: Хованское в 1,5 км к западу, Петровское — в 1 км южнее, Надовражино в 1 км на восток и Бакеево Солнечногорского района — в 2 км севернее. К деревне приписаны 4 садовых товарищества, деревня имеет автобусное сообщение с городом Дедовском.

## Население
| 2002 | 2006 | 2010 |
| ---- | ---- | ---- |
| 10   | ↘5   | ↗7   |

## История

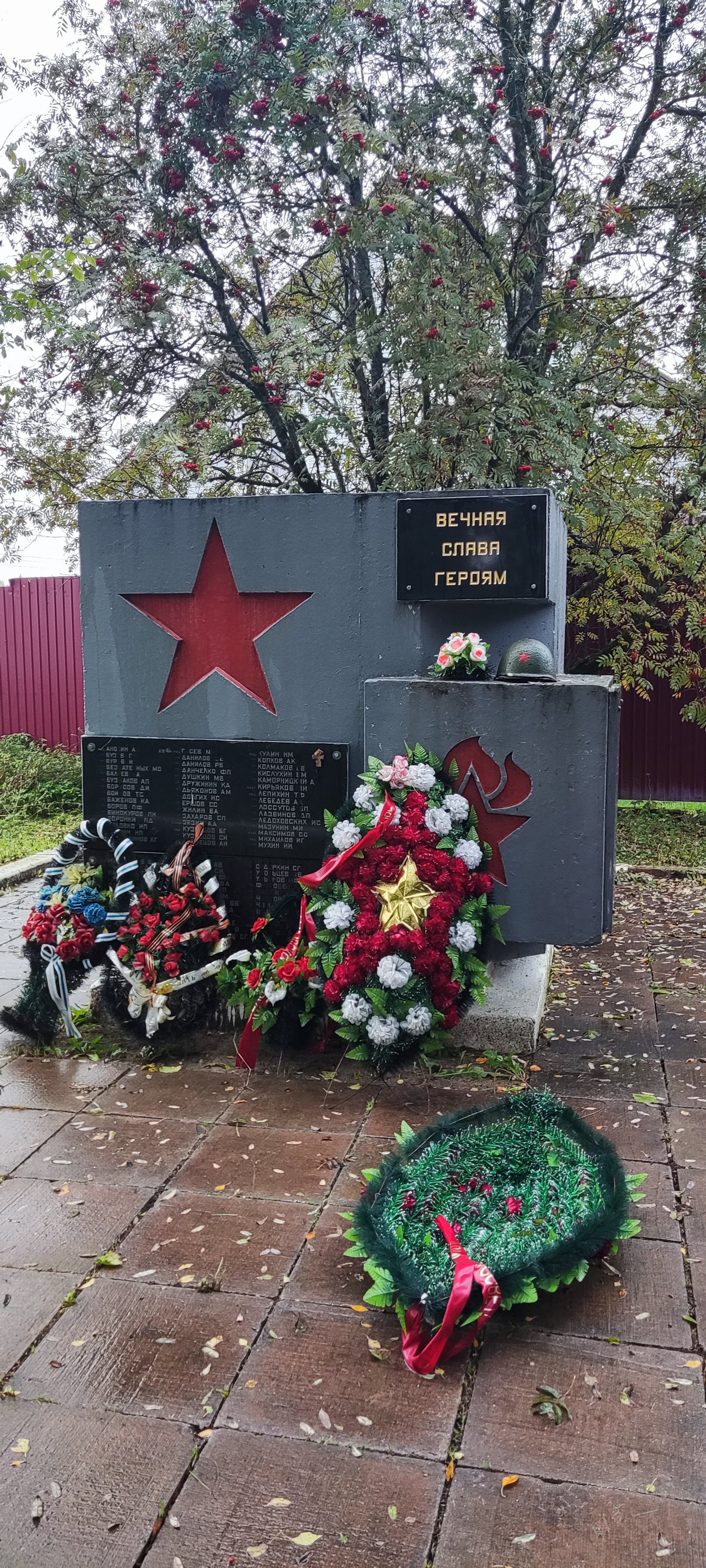
Братская могила в Дедово-Талызино

В XVII—XVIII веках деревня Дедово (на карте 1792 года — Детково) относилась к Горетову стану Московского уезда, в конце XVIII века вошла в Воскресенский, затем в Звенигородский уезд Московской губернии.
С деревней связан интересный эпизод Великой Отечественной войны: якобы, перепутав Дедово с близлежащим Дедовском, Сталин приказал освободить деревню любой ценой. Освобождением Дедово руководили лично командующий Западным фронтом Георгий Константинович Жуков, командующие 16-й армией Константин Рокоссовский и 5-й армией Леонид Говоров и командир 9-й гвардейской дивизии Афанасий Белобородов.

## Усадьба Дедово
В середине XIX века имение в Дедово приобрёл Михаил Михайлович Коваленский, после смерти которого усадьба перешла к его вдове Александре Григорьевне Коваленской, бабушке поэта Сергея Соловьёва и сестре бабушки поэта Александра Блока. Сергей Соловьёв и был последним владельцем усадьбы до революции.
В имении прошли юношеские годы Александра Блока, сюда часто приезжал и подолгу жил Борис Бугаев (Андрей Белый), особенно сблизившийся с Соловьёвыми после 1895 года — впоследствии он называл Дедово «моя литературная родина», здесь был придуман его литературный псевдоним. Усадьба сгорела в 1917—1918 годах, сейчас от неё сохранился только пруд.